# Jinx (1919)
Jinx is een Amerikaanse filmkomedie uit 1919 onder regie van Victor Schertzinger. Destijds werd de film in Nederland uitgebracht onder de titel De zwarte kat. De film is wellicht zoekgeraakt.

## Verhaal
De kinderen van het weeshuis mogen op uitstap naar het circus. Er is een meisje in het circusgezelschap, waarvan de andere artiesten geloven dat ze ongeluk brengt. Ze veroorzaakt zoveel problemen voor de circusvoorstelling dat ze zich moet verstoppen om een straf te ontlopen. Ze sluit zich aan bij de weeskinderen en ze wil achterblijven in het weeshuis.

## Rolverdeling
| Acteur             | Personage       |
| ------------------ | --------------- |
| Mabel Normand      | De zwarte kat   |
| Florence Carpenter | Rory Bory Alice |
| Ogden Crane        | Bull Hogarth    |
| Cullen Landis      | Slicker Evans   |
| Clarence Arper     | Sheriff Jepson  |
| Gertrude Claire    | Tina Carbery    |